# Noël au Far West
Noël au Far West (Love's Christmas Journey) est un téléfilm de Noël américain réalisé par David S. Cass Sr. et diffusé le 5 novembre 2011 sur Hallmark Channel.
Ce téléfilm fait partie d'une série de téléfilms basés sur les romans de Janette Oke.

## Synopsis
Au far West, une veuve vient rendre visite à son frère et ses deux enfants pour Noël.
Pensant retrouver un peu de calme, Ellie va devoir faire face à plusieurs séries d'événements.

## Fiche technique
- Titre original : Love's Christmas Journey
- Réalisation : David S. Cass Sr.
- Scénario : Janette Oke et George Tierney
- Photographie : Maximo Munzi
- Musique : Nathan Furst
- Durée : 172 minutes
- Pays : États-Unis

## Distribution
- Natalie Hall (VF : Olivia Luccioni) : Ellie Davis
- JoBeth Williams (VF : Sylvie Genty) : Mrs. Beatrice Thompson
- Greg Vaughan : Aaron Davis
- Dylan Bruce : Michael
- Bobby Campo : Erik Johnson
- Charles Shaughnessy (VF : Jean Roche) : Alex Weaver
- Sean Astin (VF : Jérôme Rebbot) : le maire Wayne
- Ryan Wynott (en) : Christopher Davis
- Jada Facer (en) : Annabelle Davis
- Ernest Borgnine (VF : Richard Leblond) : Nicholas
- Amanda Foreman : Adrienne Wayne
- Annika Noelle (VF : Nastassja Girard) : Suzanna Wayne
- Dannika Liddell : Jessica
- Chad Michael Collins : Owen
- Stephen Bridgewater : M. Cunningham
- Tom Virtue : M. Bersen
- Anthony Moussu : John Davis
- Teddy Vincent : Mrs. Price
- Brad Thompson : Cass